# 花嫁は16才!
『花嫁は16才!』（はなよめは16さい!）は、テレビ朝日系列で1995年10月16日～12月18日に月曜ドラマ・イン枠で放送されたテレビドラマ。主演は中山秀征とともさかりえ。

## キャスト
- 立花直人：中山秀征
- 館野なつみ・岩崎小百合：ともさかりえ
- 立花久美子：雛形あきこ
- 立花大介：佐野瑞樹
- 梶田道夫：田口浩正
- 杉村千秋：山口紗弥加
- 立花拓実：いしいすぐる
- 岩崎勝代：榊原るみ
- 柴山俊樹：京本政樹
- 岩崎修造：村井国夫
- 立花妙子：梶芽衣子
- 島村医師：島崎俊郎
- 大倉育代：赤座美代子
- 萩原澄江：田中好子
- 猪原健吾：高橋英樹

## テーマ曲
- 主題歌「UNBALANCE」高橋克典
- 挿入歌「LOVE IN MY LIFE」KIX・S

発売元：ダブリューイーエー・ジャパン

## スタッフ
- 脚本：いとう斗士八
- 演出：杉山登、伊藤寿浩
- 音楽：野見祐二
- 選曲：合田豊
- CG：ビジュアルサイエンス研究所
- プロデュース：田中芳之、森川真行、川島永次
- 制作：テレビ朝日、ホリプロ

## サブタイトル
1. 愛なし、金なし、陰謀あり! ニセお嬢様上流社会を行く! （視聴率9.8%）
2. ニセお嬢様のヒサンな新婚
3. 心に秘めた母への想い
4. 嘘しかつけないシンデレラ
5. 家族がひとつになった日
6. 心をゆらす母からの贈り物
7. まだ見ぬ母の訪れと友の死
8. そして運命の日が訪れた!
9. ひとりぼっちの涙の別れ
10. 涙のメリークリスマス

## ネット局
| 放送対象地域  | 放送局           | 系列           | 備考                                                                |
| ------------- | ---------------- | -------------- | ------------------------------------------------------------------- |
| 関東広域圏    | テレビ朝日       | テレビ朝日系列 | 制作局                                                              |
| 北海道        | 北海道テレビ     | テレビ朝日系列 |                                                                     |
| 青森県        | 青森朝日放送     | テレビ朝日系列 |                                                                     |
| 宮城県        | 東日本放送       | テレビ朝日系列 |                                                                     |
| 秋田県        | 秋田朝日放送     | テレビ朝日系列 |                                                                     |
| 山形県        | 山形テレビ       | テレビ朝日系列 |                                                                     |
| 福島県        | 福島放送         | テレビ朝日系列 |                                                                     |
| 新潟県        | 新潟テレビ21     | テレビ朝日系列 |                                                                     |
| 長野県        | 長野朝日放送     | テレビ朝日系列 |                                                                     |
| 静岡県        | 静岡朝日テレビ   | テレビ朝日系列 |                                                                     |
| 石川県        | 北陸朝日放送     | テレビ朝日系列 |                                                                     |
| 中京広域圏    | 名古屋テレビ     | テレビ朝日系列 |                                                                     |
| 近畿広域圏    | 朝日放送         | テレビ朝日系列 | 現・朝日放送テレビ                                                  |
| 広島県        | 広島ホームテレビ | テレビ朝日系列 |                                                                     |
| 山口県        | 山口朝日放送     | テレビ朝日系列 |                                                                     |
| 香川県 岡山県 | 瀬戸内海放送     | テレビ朝日系列 |                                                                     |
| 愛媛県        | 愛媛朝日テレビ   | テレビ朝日系列 |                                                                     |
| 福岡県        | 九州朝日放送     | テレビ朝日系列 |                                                                     |
| 長崎県        | 長崎文化放送     | テレビ朝日系列 |                                                                     |
| 熊本県        | 熊本朝日放送     | テレビ朝日系列 |                                                                     |
| 大分県        | 大分朝日放送     | テレビ朝日系列 |                                                                     |
| 鹿児島県      | 鹿児島放送       | テレビ朝日系列 |                                                                     |
| 沖縄県        | 琉球朝日放送     | テレビ朝日系列 | 開局と同時に月曜ドラマ・インのネット開始。 本作が初ネットとなった。 |

| テレビ朝日系 月曜ドラマ・イン               | テレビ朝日系 月曜ドラマ・イン             | テレビ朝日系 月曜ドラマ・イン           |
| 前番組                                      | 番組名                                    | 次番組                                  |
| ------------------------------------------- | ----------------------------------------- | --------------------------------------- |
| カケオチのススメ （1995年7月3日 - 9月11日） | 花嫁は16才! （1995年10月16日 - 12月18日） | ハンサムマン （1996年1月8日 - 3月11日） |